# 广东珠西国际会展中心
广东珠西国际会展中心（英語：Guangdong Zhuxi International Convention & Exhibition Center，简称GZICEC），是中国广东省江门市蓬江區的一座集展览、会议、商业活动于一体多功能的会展综合体，毗邻圆山湖公园、天沙河、江门体育中心，该项目是江门体育中心的配套工程，总建筑面积7.8万平方米，拥有7个展厅，包含4个国际标准无柱展厅、1个国际标准有柱展厅和2个多功能展厅，共有2050个国际标准展位，总展览面积约3万平方米，由央企保利发展控股旗下的保利会展派出团队负责具体运营。
2017年3月正式投入试运营，首个展览为第十六届广东教育装备展览会暨第二届江门·台湾教育装备展。

## 展会
- 江门先进制造业博览会
- 珠中江进出口商品展销会[2]
- RCEP（中国•江门）国际商品博览会